# 2010 RN64
2010 RN64 ist ein großes transneptunisches Objekt im Kuipergürtel, das bahndynamisch als erweitertes Scattered Disk Object (DO) oder als Cubewano (CKBO) eingestuft wird. Aufgrund seiner Größe gehört der Asteroid möglicherweise zu den Zwergplanetenkandidaten.

## Entdeckung
2010 RN64 wurde am 10. September 2010 von einem Astronomenteam am La-Silla-Observatorium (Chile) der Europäischen Südsternwarte (ESO) entdeckt. Die Entdeckung wurde am 13. Oktober 2010 nach der Bestätigung durch Meg Schwamb, Dave Rabinowitz und Suzanne Tourtellotte vom Cerro Tololo-Observatorium (Chile) bekanntgegeben.
Der Beobachtungsbogen des Planetoiden beginnt mit der offiziellen Entdeckungsbeobachtung am 10. September 2010. Seither wurde der Planetoid durch verschiedene erdbasierte Teleskope beobachtet. Im September 2018 lagen insgesamt 122 Beobachtungen über einen Zeitraum von 8 Jahren vor. Die bisher letzte Beobachtung wurde im Januar 2018 am Pan-STARRS-Teleskop (PS1) (Maui) durchgeführt. (Stand 20. März 2019)

## Eigenschaften

### Umlaufbahn
2010 RN64 umkreist die Sonne in 261,02 Jahren auf einer leicht elliptischen Umlaufbahn zwischen 37,53 AE und 44,15 AE Abstand zu deren Zentrum. Die Bahnexzentrizität beträgt 0,081, die Bahn ist 19,90° gegenüber der Ekliptik geneigt. Derzeit ist der Planetoid 40,75 AE von der Sonne entfernt. Das Perihel durchläuft er das nächste Mal 2079, der letzte Periheldurchlauf dürfte also im Jahre 1818 erfolgt sein.
Marc Buie (DES) klassifiziert den Planetoiden als erweitertes SDO (ESDO bzw. DO), während vom Minor Planet Center keine spezifische Einstufung existiert; letzteres ordnet ihn als Nicht-SDO und allgemein als «Distant Object» ein. Das Johnston’s Archive führt ihn dagegen als Cubewano auf, wobei er zu den bahndynamisch «heißen» klassischen KBO gehören würde.

### Größe
Derzeit wird von einem Durchmesser von 343 km ausgegangen, basierend auf einem Rückstrahlvermögen von 8 % und einer absoluten Helligkeit von 5,7 m. Ausgehend von diesem Durchmesser ergibt sich eine Gesamtoberfläche von etwa 370.000 km². Die scheinbare Helligkeit von 2010 RN64 beträgt 21,80 m.
Da es denkbar ist, dass sich 2010 RN64 aufgrund seiner Größe im hydrostatischen Gleichgewicht befindet und somit weitgehend rund sein könnte, erfüllt er möglicherweise die Kriterien für eine Einstufung als Zwergplanet. Mike Brown geht davon aus, dass es sich bei 2010 RN64 um vielleicht einen Zwergplaneten handelt.
| Jahr                                         | Abmessungen km | Quelle   |
| -------------------------------------------- | -------------- | -------- |
| 2018                                         | 352,0          | Johnston |
| 2018                                         | 343,0          | Brown    |
| Die präziseste Bestimmung ist fett markiert. |                |          |